# Mario Scerbo
Mario Scerbo (Catanzaro, 23 settembre 1984) è un attore italiano.

## Biografia
Nasce a Catanzaro e dopo il diploma all’Istituto tecnico industriale E. Scalfaro si trasferisce a Roma per intraprendere gli studi universitari.
Si laurea in Psicologia dinamica e clinica per la persona le organizzazioni e la comunità presso l'Università degli Studi di Roma "La Sapienza" e parallelamente si forma come attore presso l'HB Studio di New York, la London Academy of Music and Dramatic Art a Londra, il Susan Batson Studio di New York, l'European Union Academy of Theatre and Cinema e la Libera Accademia dello Spettacolo di Roma.
Frequenta numerosi corsi di perfezionamento condotti da Anatolij Vasiljev, Valerio Binasco, Giancarlo Sepe, Daniele Salvo.
Per molti anni recita principalmente a teatro e viene diretto da Daniele Salvo ne “La Tempesta” con Giorgio Albertazzi, Massimo Ranieri nel “Riccardo III”, Giancarlo Sepe in “Favole di Oscar Wilde”, Nicasio Anzelmo, Giancarlo Marinelli, Federica Tatulli.
Debutta in TV facendo parte del cast della settima stagione di Provaci ancora prof! con Veronica Pivetti diretto da Lodovico Gasparini per Rai 1
Successivamente lo vediamo nella prima stagione di Nero a metà  con Claudio Amendola diretto da Marco Pontecorvo per Rai 1; in Imma Tataranni - Sostituto procuratore con Vanessa Scalera diretto da Francesco Amato per Rai 1. Prende parte, inoltre, alla prima stagione di Viola come il Mare diretta da Francesco Vicario e prodotta da Lux Vide per Mediaset. 
Viene diretto da Francesca Olivieri nella sua opera prima nel film Arbëria, da Ivan Silvestrini in Arrivano i prof. e da Dario Argento in Occhiali Neri. Fa parte inoltre del cast artistico di Unomattina su Rai 1, La linea d'ombra su Rai 2, Amore criminale su Rai 3 e Wannabe a Filmmaker su MTV diretto da Lorenzo Sportiello.

## Filmografia

### Cinema
- Occhiali neri, regia di Dario Argento (2021)
- La Befana vien di notte, regia di Michele Soavi (2018)
- Arbëria, regia di Francesca Olivieri (2018)
- Arrivano i prof, regia di Ivan Silvestrini (2017)

### Televisione
- Regina del Sud, regia di Adam Bernstein (2024)
- Viola come il mare, regia di Francesco Vicario (2021)
- Don Matteo 13, regia di Francesco Vicario e Luca Brignone (2021)
- Imma Tataranni - Sostituto procuratore, regia di Francesco Amato (2019)
- Nero a metà, regia di Marco Pontecorvo (2017)
- Provaci ancora prof!, regia di Lodovico Gasparini (2017)
- Sotto Casa, regia di Alessio Lauria (2011)

### Cortometraggi
- Cookies, regia di Masataka Ishizaki (2019)
- Privacy, regia di Luca Mazzara (2013)

## Teatro
- La Tempesta regia Daniele Salvo
- Il Mercante di Venezia regia Giancarlo Marinelli
- Riccardo III regia Massimo Ranieri
- Favole di Oscar Wilde regia Giancarlo Sepe
- Tartufo regia Nicasio Anzelmo
- Romeo e Giulietta regia Claudio Boccaccini
- Arlecchino servitor di due padroni regia Tommaso Paolucci
- Enrico III regia Federica Tatulli
- Macbeth regia Romano Talevi
- Il mago di Oz regia Laura Saraceni
- Sogno di una notte di mezza estate regia Tommaso Paolucci
- Hamlet regia Federica Tatulli
- Caterina di Heilbroon regia Federica Tatulli
- Giulia Cesare regia Roberto Marafante
- La Dodicesima Notte regia Nicasio Anzelmo
- La Locandiera regia Caterina Costantini
- Cuore regia Gigi Palla
- Romeo e Giulietta regia Nicasio Anzelmo
- Amleto regia Nicasio Anzelmo
- Forza Venite Gente regia Michele Paulicelli
- La Commedia degli Errori regia Nicasio Anzelmo